# Flos Ex Machina
『Flos Ex Machina』（フロース エクス マキナ）は、日本のロックバンド・Cö shu Nieの2作目のアルバム。2022年3月16日にSony Music Associated Records（Sony Music Labels Inc.）から発売された。

## 概要
- フルアルバムとしては前作「PURE」以来2年3ヵ月ぶりの発表となった。
- 初回生産限定盤と通常盤の2種類で販売。初回生産限定盤は外箱にデジパック仕様のCD及び、歌詞カードがブックレットではなく文字通り"カード"で封入されている。特典として2021年に開催したツアー「Cö shu Nie Tour 2021“Elapsed Experiment”」より、3月11日・東京EX THEATER ROPPONGI公演のダイジェスト映像が視聴できるURLにアクセスできるQRコード付き。
- シングル「give it back」「SAKURA BURST」、配信のみのリリースだった「red strand」「undress me」など、全13曲を収録。
- アルバムタイトルの「Flos Ex Machina」は「機械仕掛けの花」という意味で、“どんな困難な状況でも光を与える”という思いが込められている。演劇などの演出技法「デウス・エクス・マキナ」から付けられた。[8][9][10]
- 「病は花から」「fujI」など、曲名にも「花」に関連する言葉が使われている。中村は「私の中で花って特別な存在なんです。一度生花をドライフラワーにしたことがあったのですが、そのときに生命が消えていく感覚があって。花って人間や動物のように動いてしゃべらなくても、ものすごくエネルギーを発しているじゃないですか。あんなに静かに命を感じるものってあまりないなぁと……」と語っている。[8]
- アートディレクションはOFBYFOR TOKYOのYUKARIが手掛け、「現実世界にない異質的なものとの融合」「『感情の揺れ』を3DCGで表現」を表している。[11][10]

## 楽曲解説
全作詞・作曲：中村未来、全編曲：Cö shu Nie
1. red strand
  - 映画『PSYCHO-PASS サイコパス 3 FIRST INSPECTOR』エンディングテーマ。
  - 2020年に配信リリースされていた楽曲。この曲のリリース後に発売されたミニアルバム「LITMUS」には収録されなかったので、フィジカル盤には今作で初収録となった。
2. BED CHUTE!!
  - 「CHUTE」はダストシュート等のシュートで、「急流」というニュアンス。
  - 元々は夢から醒めたつもりが醒めておらず、深い階層に潜っていく曲にしようと思っていたが、最終的には違う仕上がりになった。
  - サイバーパンクをイメージした金属的な音が使用されている。[8]
3. undress me
  - ドラマ『女の戦争〜バチェラー殺人事件〜』主題歌。
  - 2021年に配信リリースされていた楽曲。フィジカル盤には今作で初収録。
4. fujI
  - タイトルは「藤」の花のこと。
  - 前作「PURE」収録の「iB」と同じく花を曲名に付けたシリーズになっており、共通して恋をテーマにしている。[8]
5. 病は花から
  - アルバム発売に先駆けて2022年3月9日に先行リリースされていた。
  - 曲は中村が創作活動をする際の精神状態を表現している。
  - 中村からのリクエストで曲中ではスラップベースが多用されている。
6. 青春にして已む
  - タイトルは「最後までずっと青春」という意味。
  - 最後まで能動的に青春＝バンド活動を続けていくという意味が込められている。[8][10]
7. miracle
  - WOWOW『連続ドラマＷ インフルエンス』主題歌。
  - 5thシングル「give it back」のカップリング曲。
8. 夏の深雪
  - エンディングでラジオボイスの様なエフェクトがかかってからシャッフルビートに展開する構成はインディーズ時代の楽曲「ö=Simple is!」のオマージュ。[9][10]
9. give it back
  - 5thシングル。アニメ『呪術廻戦』第2クールエンディングテーマ。
10. SAKURA BURST
  - 6thシングル。アニメ『15周年 コードギアス 反逆のルルーシュ』第2クールエンディングテーマ。
11. nightmare feathers_
  - インストゥメンタル曲。
  - ライブでは以前から次の「迷路」の前につなげて披露されていた楽曲。
12. 迷路 ～序章～
13. 迷路 ～本編～
  - 「～序章～」「～本編～」の2曲で構成された楽曲。
  - インディーズ1stシングルに収録されていた楽曲の再録バージョン。今回の再録については「純粋に、「今しかないな」という感じでした。明確な理由があったというよりは、感覚」と中村は語っている。[10]
  - 活動初期から現在まで、ライブではセットリストの最後に披露するのが定番になっていた楽曲だが、原曲が収録されているCDは流通量も少なく、長らく視聴するのが困難だった。
  - 歌詞は近年ライブで披露されているバージョンを元に、ラストのパートでは原曲で「忘れてしまいたい もう要らない」と歌っていた箇所が「一緒に連れて行くの 決めたの」になっている等、一部変更して収録されている。中村は歌詞の変更について「過去を捨てるんじゃなくて、一緒に連れて行くよって歌っていて。」と語っている。[12]

## 収録曲
| 全作詞・作曲: 中村未来、全編曲: Cö shu Nie。 |                         |          |            |      |
| #                                            | タイトル                | 作詞     | 作曲・編曲 | 時間 |
| 1.                                           | 「red strand」          | 中村未来 | 中村未来   | 4:01 |
| 2.                                           | 「BED CHUTE!!」         | 中村未来 | 中村未来   | 3:08 |
| 3.                                           | 「undress me」          | 中村未来 | 中村未来   | 3:14 |
| 4.                                           | 「fujI」                | 中村未来 | 中村未来   | 3:19 |
| 5.                                           | 「病は花から」          | 中村未来 | 中村未来   | 2:54 |
| 6.                                           | 「青春にして已む」      | 中村未来 | 中村未来   | 4:23 |
| 7.                                           | 「miracle」             | 中村未来 | 中村未来   | 6:10 |
| 8.                                           | 「夏の深雪」            | 中村未来 | 中村未来   | 3:58 |
| 9.                                           | 「give it back」        | 中村未来 | 中村未来   | 3:36 |
| 10.                                          | 「SAKURA BURST」        | 中村未来 | 中村未来   | 4:25 |
| 11.                                          | 「nightmare feathers_」 | 中村未来 | 中村未来   | 0:56 |
| 12.                                          | 「迷路 ～序章～」       | 中村未来 | 中村未来   | 1:55 |
| 13.                                          | 「迷路 ～本編～」       | 中村未来 | 中村未来   | 3:54 |
| 合計時間:                                    | 合計時間:               | 45:53    |            |      |

## クレジット
- Vocal,Guitar,Keybords & Manipulater：Miku Nakamura
- Bass：Shunsuke Matsumoto
- Drums：Ryosuke Fujita [Tr.1,7,9] / GOTO [Tr.3] / Takuya Kusunose [Tr.10]
- Piano : Amana [Tr.3]
- Violin : Rina Odera [Tr.3,4,6,7,9,10,13] / Sayuri Yano [Tr.4,6,7,9,10,13]
- Viola : Mikiyo Kikuchi [Tr.7,9] / Reiichi Tateizumi [Tr.3,10] / Takahiro Enokido [Tr.4,6,13]
- Cello : Yuki Mizuno [Tr.4,6,7,9,10,13]
- Trumpet : Atsuki Yumoto [Tr.3]
- Tenor Saxophone : Kazuya Hashimoto [Tr.3]

- Recorded by Shinjiro Hirai at SOUND CREW STUDIO, STUDIO SUNSHINE & Version Studio [Tr.3,10] / Kou Wada at LITTLE EGG STUDIO [Tr.7,9] / Shoichiro Ishii at Higashi-Azabu Studio [Tr. 1] / Kosuke Abe at BS&T studio, HeartBcat. Studio [Tr.2,4-10,12,13] / Miku Nakamura at studio micoon [All Tracks]
- Mixed by Shinjiro Hirai at SOUND CREW STUDIO,Nasoundra Palace Studio, Version Studio & studio Megane [except Tr.1,7,9] / Toru Takayama at Switch back Studio [Tr.1] / Kou Wada at LITTLE EGG STUDIO [Tr.7,9]
- Mastered by Chris Gchringer at Sterling Sound
- Directed by Akira Okamoto
- Coordinated by Hidcto Muramatsu (B-PILOT)